# Eriopyga spodiaca
Eriopyga spodiaca är en fjärilsart som beskrevs av Paul Dognin 1914. Eriopyga spodiaca ingår i släktet Eriopyga och familjen nattflyn. Inga underarter finns listade i Catalogue of Life.